# Culture de la Moldavie
La culture de la Moldavie située en Europe du Sud-Est, désigne les pratiques culturelles observables des 7 500 000 de Moldaves (estimation 2017). Elle comprend :
- le parler moldave de la langue roumaine ;
- la musique moldave ;
- la cuisine moldave ;
- les arts et traditions populaires ;
- la littérature des auteurs moldaves (à commncer par les anciens : Miron Costin, Grigore Ureche, Dimitrie Cantemir…) ;
- l'histoire et le patrimoine (incluant la succession des princes régnants appelés « voïvodes » ou « hospodars », ainsi que les églises, monastères, et forteresses bâties par ces princes, comme Hotin, Soroca, Tighina ou Cetatea Albă)…

…et concerne :
- la Moldavie occidentale, une des régions historiques de Roumanie, comptant 4 750 000 habitants (estimation 2017) ;
- la République de Moldavie, pays de 3 500 000 habitants (estimation 2017) ;
- les minorités moldaves d'Ukraine, présentes principalement dans l'oblast de Tchernivtsi et dans le Boudjak, régions anciennement Moldaves.

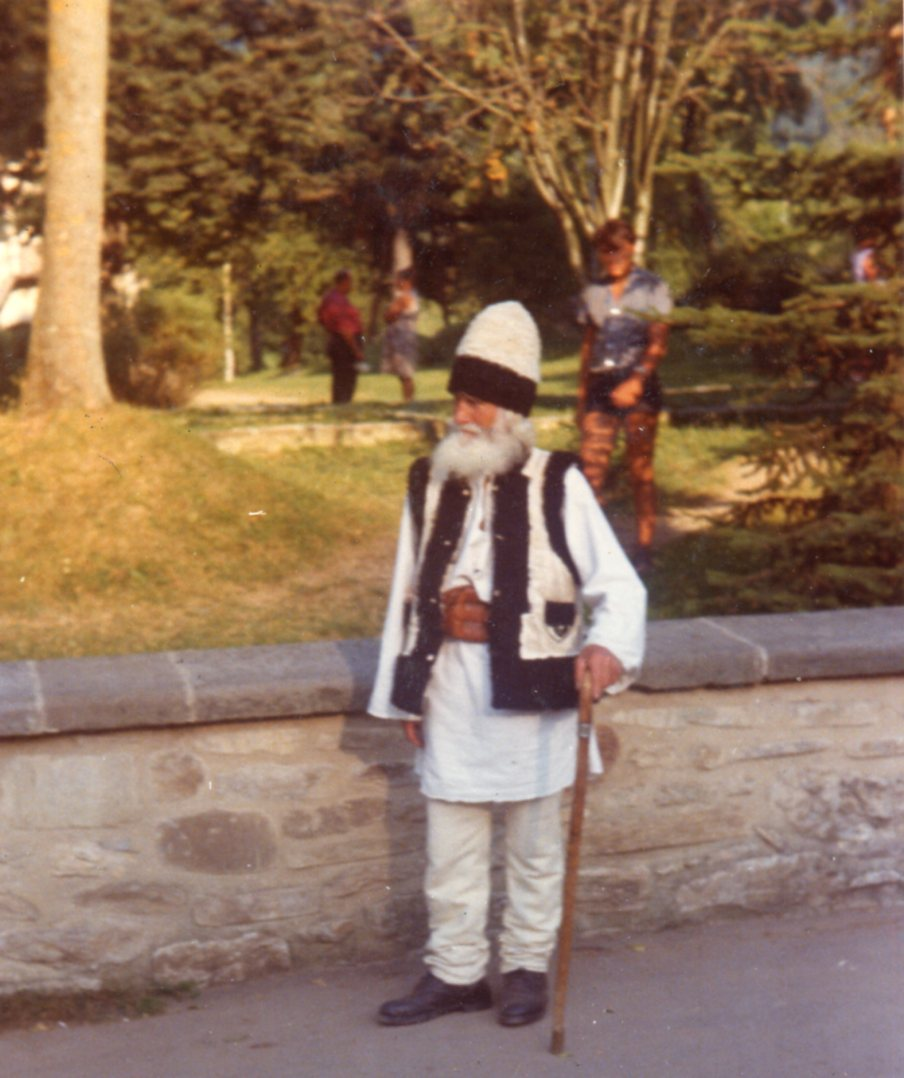
Costume traditionnel moldave à Chișinău.

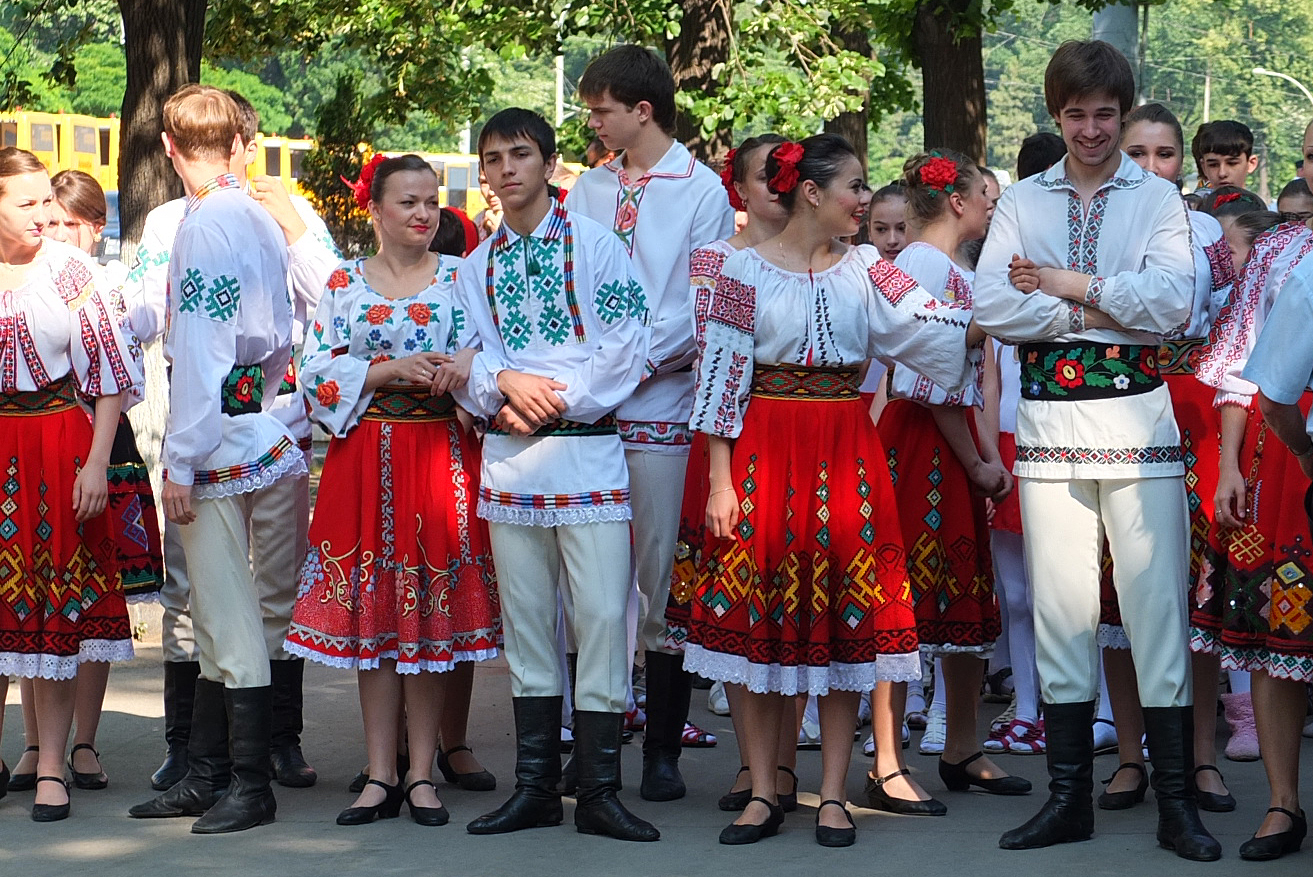
Costumes folkloriques moldo-ukrainiens à Chișinău pour la Journée internationale des droits de l'enfant.

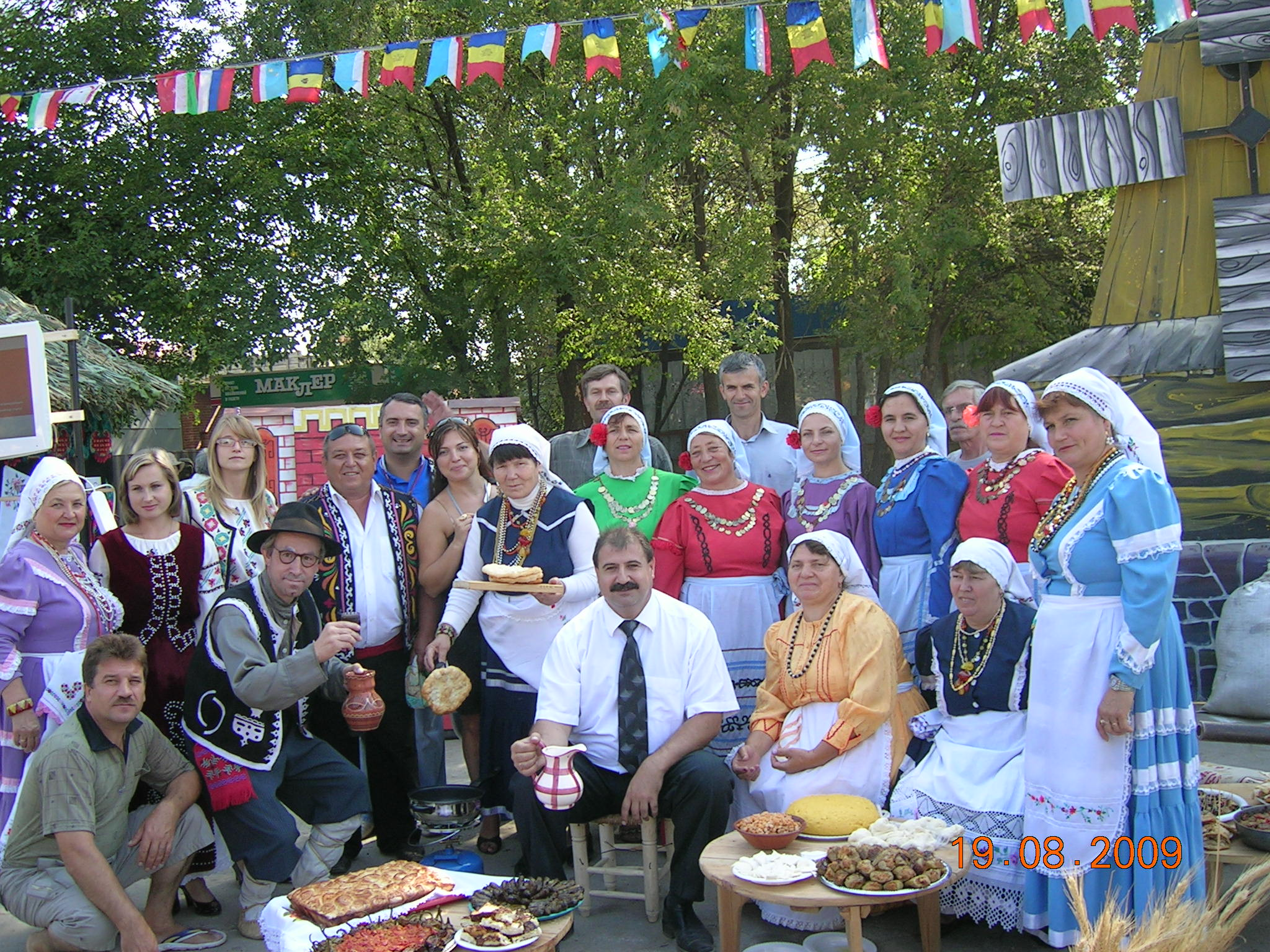
Costumes traditionnels gagaouzes à Comrat.

Dans le sens où le mot « Moldaves » désigne tous les citoyens de la république de Moldavie, quelle que soit leur appartenance linguistique et culturelle (conformément au droit international, au droit du sol et à la loi no 52 du 16 mars 2023 modifiant l'article 13 de la Constitution), la « culture moldave » les concerne tous et croise aussi bien la culture latine des 2 245 693 indigènes (recensement de 2004), que les cultures des minorités du pays : ukrainienne, gagaouze, lipovène, bulgare, arménienne, tzigane, ainsi que des traces (notamment dans le patrimoine architectural et musical) de cultures disparues comme la juive, la germanique ou la grecque pontique.
Dans le sens que donnent au mot « Moldaves » les sources secondaires soviétiques, russes, pro-russes de Moldavie et transnistriennes, la culture moldave ne concerne que les roumanophones des pays de l'ex-l'Empire russe et de l'ex-URSS.
La liberté culturelle acquise depuis 1988 a aussi ouvert les portes aux influences extérieures plus récentes et plus internationales, de sorte que beaucoup de créateurs, œuvrant dans plusieurs cultures, sont en train, petit à petit, de forger une culture moldave plus éclectique et multiculturelle.

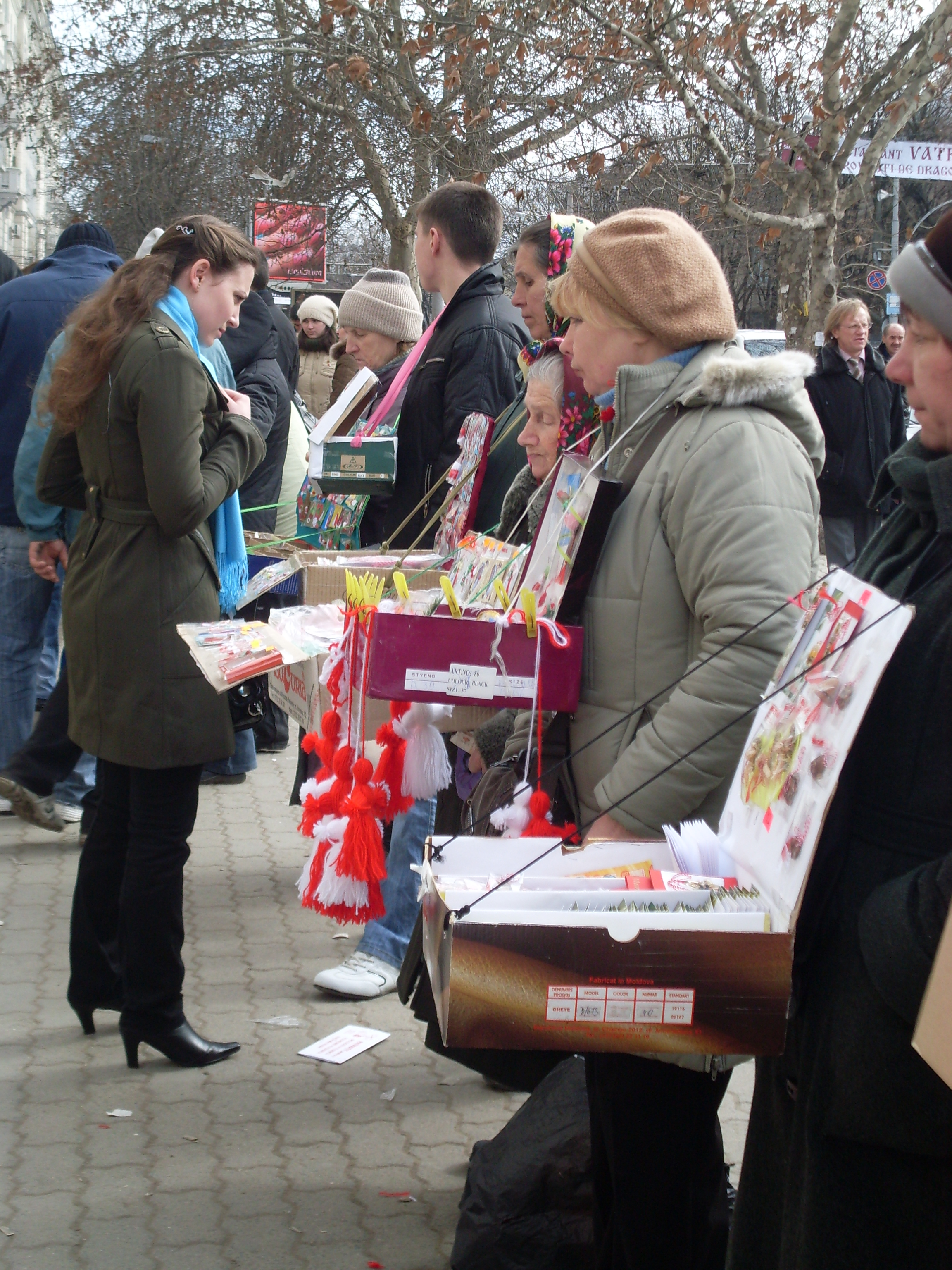
Tradition est-européenne pré-chrétienne, le Mărțișor (ici en vente dans les rues de Chișinău) s'offre aux dames le 1er mars (début traditionnel du printemps) ou le 8 mars (jour des droits de la femme).

## Histoire
La culture traditionnelle moldave puise à trois racines principales :
- les racines latines qui sont présentes dans la langue romane et dans la construction identitaire de la nation moldave ;
- les racines rurales et pastorales, héritées des ancêtres Daces latinisés, toujours très présentes dans la société actuelle et qui ont longtemps été magnifiées par la culture savante, sous tous les régimes, même soviétique ;
- les racines orientales, partagées les cultures voisines roumaine et ukrainienne, qui se manifestent par la religion chrétienne orthodoxe, l'héritage byzantin et slave présent dans l'architecture ancienne et l'écriture médiévale, la cuisine, de nombreuses coutumes, les rythmes de vie, la structure sociale.

À cette culture traditionnelle se sont ajoutées, à partir du début du XIXe siècle, trois importantes influences :
- la russe, venue à partir de 1812 lorsque le pays a été annexé par l'empire des Tzars, et qui s'est manifestée de deux manières : l'une perçue par les Moldaves comme positive avec les échanges littéraires, musicaux ou philosophiques, et l'autre de manière très négative, avec la russification (la langue locale étant interdite dans l'administration en 1828, dans les écoles en 1866 et dans les cultes en 1871[2]) ;
- l'attraction et finalement la fascination de la culture savante occidentale, influence liée à l'essor de la littérature, des arts, des sciences et des techniques des deux derniers siècles, et fascination que le demi-siècle de dictatures se succédant durant la seconde moitié du XXe siècle n'a fait qu'exacerber, en tentant de la juguler ;
- la soviétique qui tout en tolérant l'usage et l'enseignement de la langue autochtone au niveau local, a repris et amplifié la russification (notamment de l'écriture, de la toponymie, de la littérature et de l'histoire officielle) tout en y ajoutant les modèles et les obligations du régime communiste (culte du prolétariat, style du « réalisme socialiste », hymnes et odes emphatiques…).

Aujourd'hui, la culture traditionnelle et la culture savante sont toujours là, mais à côté se développent plusieurs formes nouvelles de culture populaire, comme dans d'autres pays, certaines puisant aux racines anciennes, d'autres d'inspiration complètement différente (par exemple, les Roms développent des styles architecturaux et musicaux propres qui puisent tant du côté de leurs propres traditions que du côté de Bollywood, du rap, du hip-hop et du raï, et ces styles diffusent largement au-delà de leur communauté).
Enfin, alors que durant un demi-siècle de dictatures et de pénurie les Moldaves n'ont eu le droit de se plaindre de rien et ont dû afficher une unanime camaraderie, depuis l'indépendance ils ne cessent, à travers le média, de se plaindre de tout, et cette liberté fait désormais partie inhérente de la culture moldave.

## Langues, peuples, cultures

### Langues
- Langues en Moldavie, Langues de Moldavie
- Moldave : parler régional roumain (78 %)
- Russe (8 %, mais compris et lu par tous les habitants depuis l'ère soviétique)
- Ukrainien (6 %)
- Gagaouze (4 %)
- Bulgare (2 %)
- Arménien, Romani, Yiddish (ensemble 2 %)
- Langues étrangères non locales : anglais, allemand principalement

### Exception linguistique
La latinité des Moldaves était un cas unique dans l'ancienne Union soviétique. Sa tradition viticole aussi. Cela formait aux yeux des Soviétiques l'image originale d'un « pays un peu italien » au sein de l'Union, qui elle, était à dominante slave. Quoi qu'il en soit, la Moldavie se situe bien au carrefour de l'Europe orientale à laquelle elle appartient par sa situation géographique, de l'Europe centrale à laquelle elle appartient par l'influence hongroise médiévale (Chişinău signifie « petite source » : Kis-Jenő en magyar, Orhei « ville fortifiée » : Várhély), et surtout des Balkans, c'est-à-dire de l'Europe méridionale, à laquelle elle appartient par sa langue romane, sa cuisine, son histoire et ses traditions. Par ailleurs, depuis l'époque des "Lumières", la Moldavie a subi une très forte influence occidentale et notamment française, combattue, à l'époque où le pays fit partie de l'Empire russe (1812-1917) par les partisans de la slavophilie et du panslavisme. À peu près 8 % de la population roumanophone comprend et parle le français, et le pays fait partie de l'Organisation internationale de la francophonie. Avant 1989, à peu près tous les Moldaves ayant dépassé l'école primaire, comprenaient et parlaient le français, en partie grâce à l'héritage latin commun aux deux langues, mais surtout grâce à la francophilie héritée de l'influence des Lumières au XVIIIe siècle, qui entretenait en Moldavie l'image d'une France idéalisée et tutélaire.
Après leur indépendance en 1991, les Moldaves découvrent la France réelle, qui ignore souvent jusqu'à leur existence et aux yeux de laquelle leur pays, lorsqu'il est connu, n'est plus une « petite sœur des Balkans », mais une sorte de Syldavie quelque peu sordide (le conflit avec la Russie de 1992, le poids de l'influence russe et l'expatriation des jeunes femmes Moldaves trompées par des délinquants sans scrupules occupent l'espace médiatique). Une Syldavie suspecte, qui plus est, de fascisme, de xénophobie et d'antisémitisme atavique. Mortifiés par cette image de leur pays en France, de nombreux Moldaves se tournent vers d'autres horizons culturels, et le français est depuis lors en perte de vitesse. De plus, auprès de jeunes, l'omniprésence de l'anglais, notamment dans le monde économique, et l'absence des productions en français à la télévision jouent un rôle tout aussi important.
Malgré tout, les médias français conservent des antennes en Moldavie, comme l'Alliance française de Chișinău.

### Peuples
- Groupes ethniques en Moldavie
  - Roumains moldaves (2 245 693 incluant les 177 635 vivant en Transnistrie),
  - Ukrainiens (375 000 en 2004),
  - Russes (369 488 en 2004),
  - Gagaouzes (147 500),
  - Bulgares (51 867),
  - autres.

- Diaspora moldave (rubriques)
- Population de Transnistrie
- Émigration de Moldavie
- Immigration en Moldavie
- Expatriation en Moldavie

## Traditions

### Symboles
- Armoiries de la Moldavie, Drapeau de la Moldavie
- Limba noastră, hymne d'État de la Moldavie
- Débat autour de l'identité moldave

### Fêtes et légendes

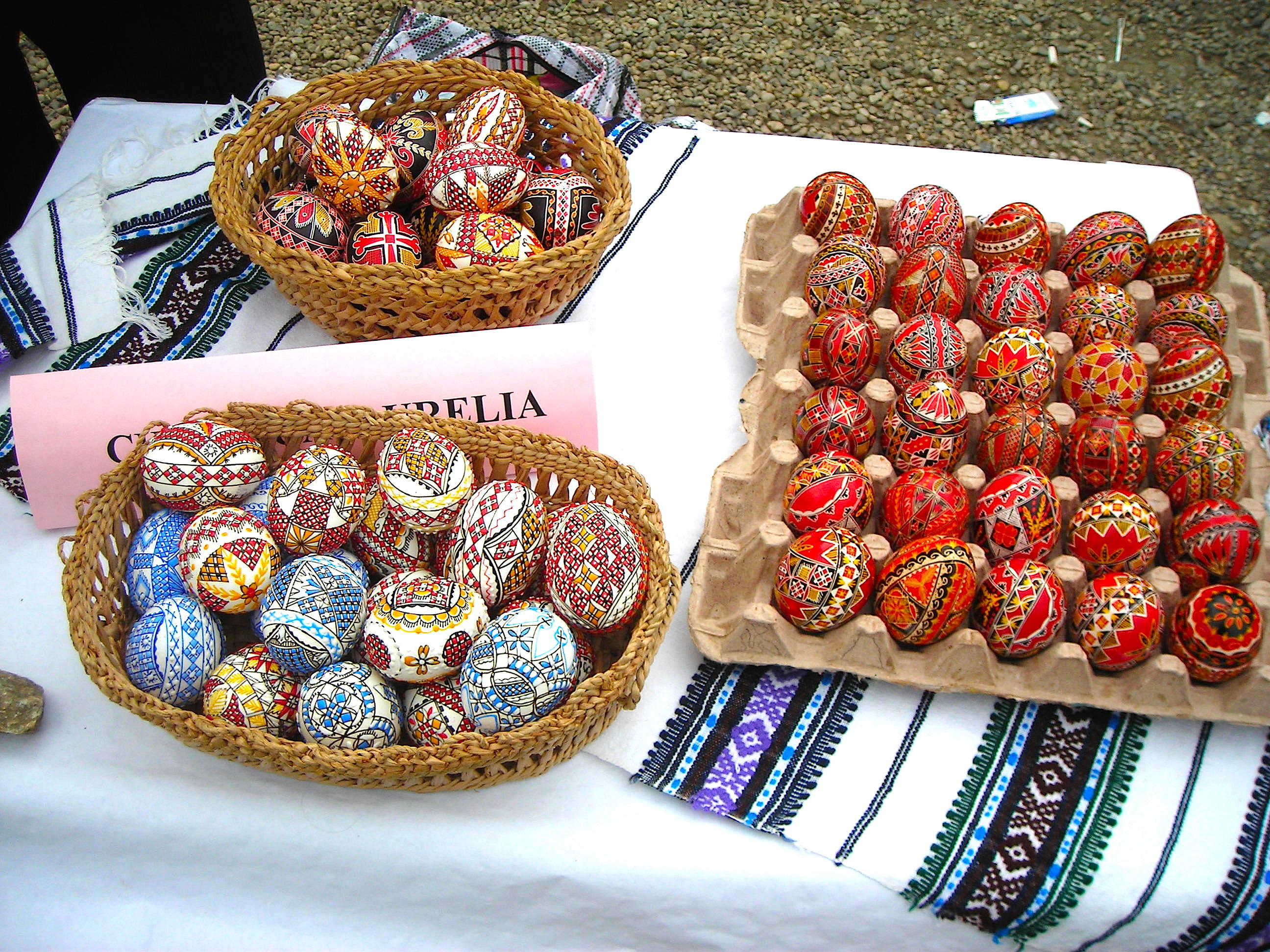
Exemples d'œufs de Pâques peints et décorés.

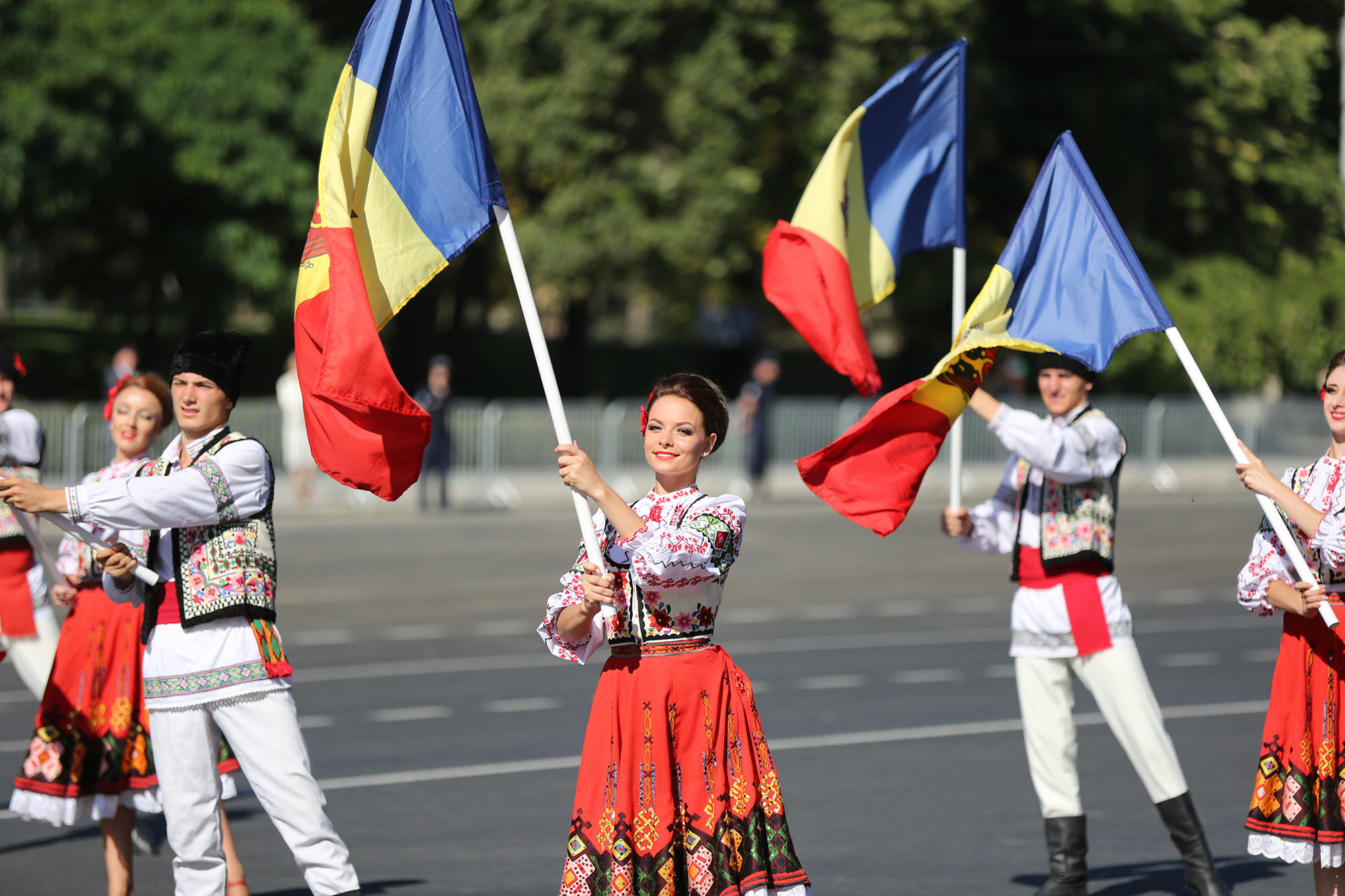
Fête de l'indépendance, 2016.

- Journée des droits de la femme, Martsisor, Mioritsa, Colinde
- Fêtes de printemps en Moldavie
- Noël en Roumanie et Moldavie
- Fêtes et jours fériés en Moldavie (en)

Calendrier festif et commémoratif :
| Date                     | Nom français                                  | Nom local                                | Remarques                                                                        |
| ------------------------ | --------------------------------------------- | ---------------------------------------- | -------------------------------------------------------------------------------- |
| 1er janvier              | Jour de l'An                                  | Anul Nou                                 |                                                                                  |
| 8 mars                   | Journée internationale des droits de la femme | Ziua internațională a drepturilor femeii |                                                                                  |
| 20 mars → 31 mars        | Journées de la francophonie en Moldavie       | Zilele francofoniei în Republica Moldova |                                                                                  |
|                          | Pâques                                        | Paștele                                  | (Date variable selon le calendrier orthodoxe)                                    |
| 1er mai                  | Fête du travail                               | Ziua internațională a muncii             |                                                                                  |
| 9 mai                    | Victoire 1945                                 | Ziua victoriei din 9 mai 1945            | (Victoire des Alliés de la Seconde Guerre mondiale)                              |
| 27 août                  | Jour de l'indépendance 1991                   | Ziua independenței                       | (Fête nationale)                                                                 |
| 31 août                  | Fête de notre langue                          | Sărbătoarea limbii noastre               | (Restauration du roumain comme langue officielle et de son alphabet latin, 1989) |
| 13 octobre et 14 octobre | Consécration de Chişinău                      | Hramul oraşului Chişinău                 |                                                                                  |
| 25 décembre et 7 janvier | Noël orthodoxe                                | Crăciunul                                |                                                                                  |

### Religions

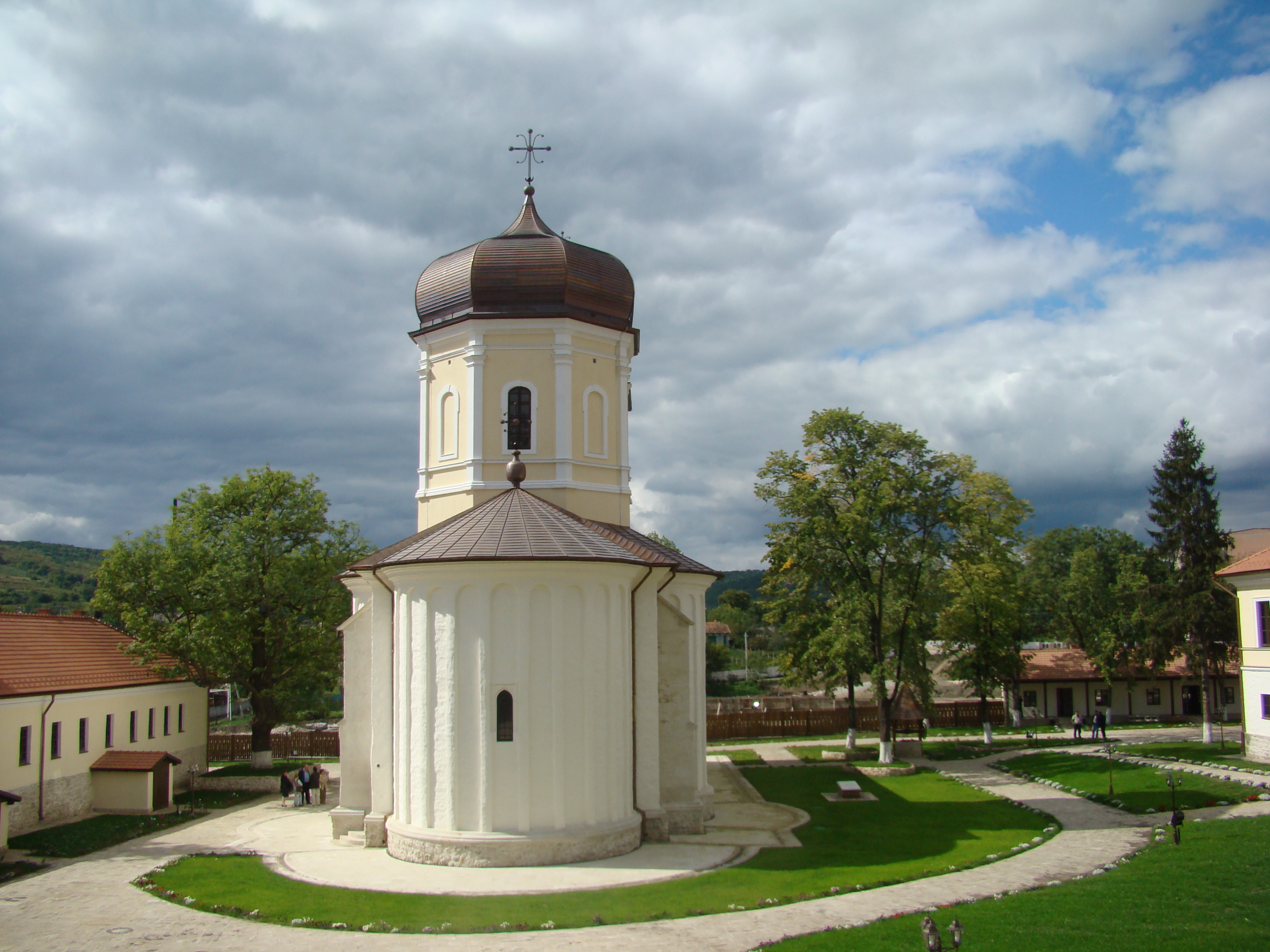
Monastère orthodoxe de Căpriana.

- Religion en Moldavie, Religion en Moldavie (rubriques)
- Christianisme (95 %)
  - Eastern Orthodoxy in Moldova (en) (93 %)
  - Religious persecution during the Soviet occupation of Bessarabia and Northern Bukovina (en)
  - Église orthodoxe en Moldavie (rubriques)
  - Église orthodoxe de Moldavie
  - Métropole orthodoxe de Bessarabie
  - Inochentism (en)
  - Union of Christian Evangelical Baptist Churches of Moldova (en) (17 000 en 1995) (< 1 %)
  - Église catholique en Moldavie (20 000) (< 1 %)
- Autres spiritualités (< 1 %)
  - Judaïsme (4 000), Liste jüdischer Friedhöfe in der Republik Moldau (de), Liste der Gerechten unter den Völkern aus der Republik Moldau (de)
    - History of the Jews in Moldova (en), History of the Jews in Bessarabia (en)
    - Pogroms de Kichinev, Shoah, Camp de concentration de Vapniarka, Camp de concentration de Bogdanovka, Tragédie du Mefküre, Tragédie du Struma

  - Foi Baha'ie en Moldavie (en) (< 600)
  - Islam en Moldavie (en) (3 000)
  - Zalmoxianisme (néopaganisme roumain) et Rodnovérie (néopaganisme slave), Congrès européen des religions ethniques
- Liberté de religion en Moldavie (en)

Près de 98 % des habitants de la Moldavie, toutes origines confondues, se disent de tradition orthodoxe, et 1 % juive, mais ils sont rarement pratiquants, sauf pour les fêtes traditionnelles. Deux Églises, la roumaine et la russe, se partagent le territoire : les évêques et les popes peuvent être dans l'obédience de l'une ou de l'autre (et certains changent parfois d'obédience). La tradition orthodoxe moldave, comme la grecque, a une forte composante monastique : de grands monastères comme ceux de Butuceni, Căpriana ou Rudi, ruinés à l'époque soviétique et aujourd'hui restaurés, ont été avant 1940 à la fois des producteurs de grands crus vinicoles, des bibliothèques et des écoles. Comme dans les pays voisins, l'Église orthodoxe a fait un retour en force depuis la dislocation de l'URSS, avec des émissions à la radio et la télévision, des cours de religion à l'école publique et des tarifs fort élevés pour les baptêmes, les mariages et les funérailles religieuses. C'est pourquoi le clergé est l'objet de nombreux sarcasmes (l'une des blagues les plus en vogue est que les trois principales qualités pour être pope sont « d'avoir une belle voix, de savoir bien compter et de ne pas craindre Dieu »). Un mouvement religieux orthodoxe alternatif s'est développé en retour : celui de pravoslavnici (ou « croyants sincères »).

## Société
- Débat autour de l'identité moldave
- Liste de Moldaves (en)
- Personnalités moldaves
- Société moldave (rubriques)

### Éducation
- Éducation en Moldavie, Éducation en Moldavie (rubriques)
- Académie des sciences de Moldavie
- Liste des universités en Moldavie
  - Réseau des universités de la mer Noire (en)
- Liste des pays par taux d'alphabétisation
- Liste des pays par IDH

### État
- Principauté de Moldavie et ses souverains
- Histoire de la république de Moldavie
- Liste des guerres de la Moldavie, Guerres moldo-ottomanes, Guerre du Dniestr
- Parlement de Moldavie, Président de la république de Moldavie, Premier ministre de Moldavie, Gouvernement de la Moldavie et Politique en Moldavie
- Subdivisions de la Moldavie, Région autonome et Région séparatiste
- Relations entre la Moldavie et la Russie, l'Union européenne, la Roumanie et la France

### Droit
- Constitution de la Moldavie
- Droit en Moldavie, Droit en Moldavie (rubriques)
- Criminalité en Moldavie (en)
- Histoire LGBT en Moldavie (en)
- Droits LGBT en Moldavie
- Droits de l'homme en Moldavie
- Rapport Moldavie 2016-2017 d'Amnesty International

### Divers
- Costumes nationaux de Moldavie
- Histoire culturelle de la Moldavie (en)

## Arts de la table

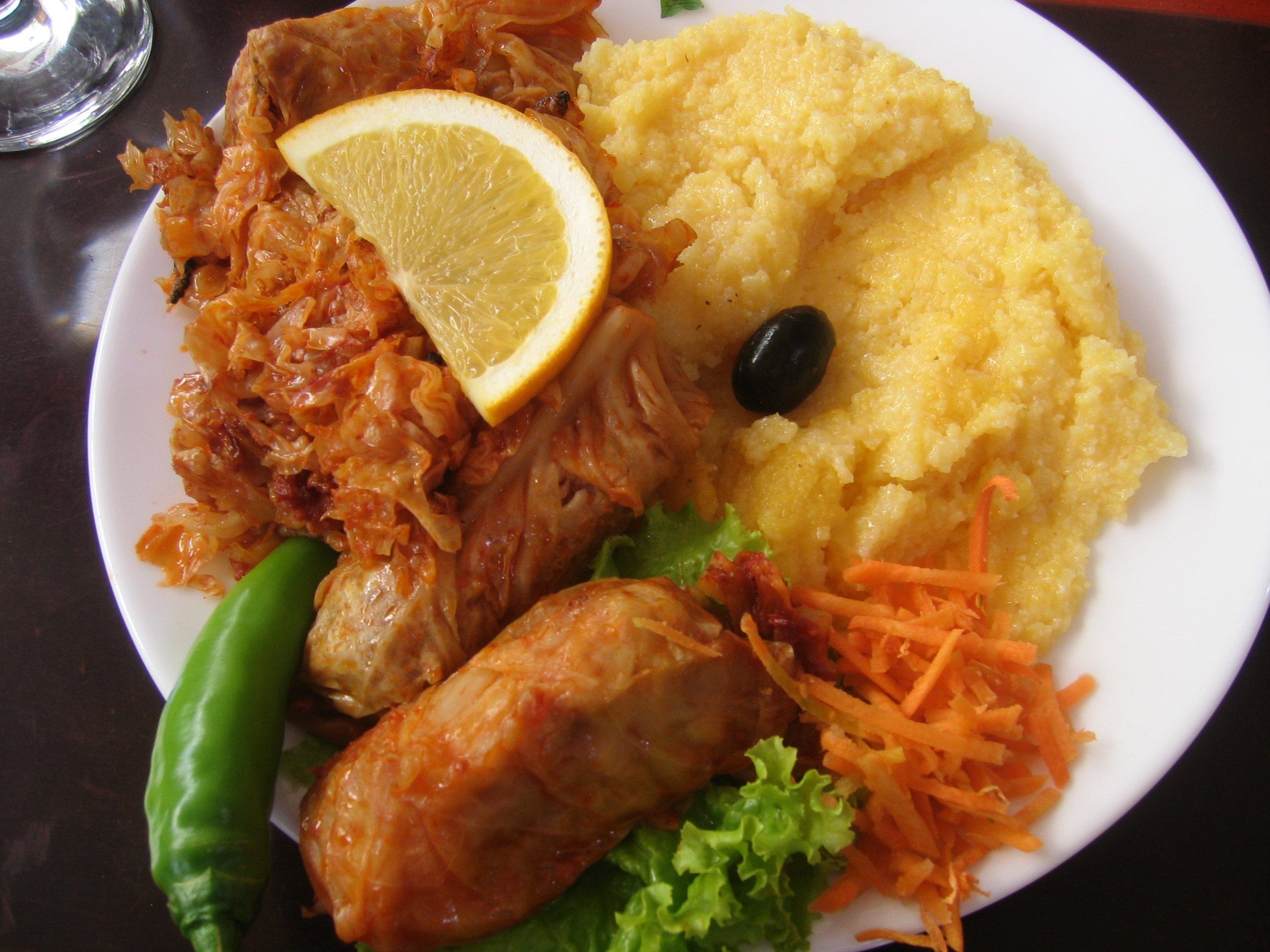
Plat moldave populaire Sarmale (rouleaux de chou farci), avec de la polenta

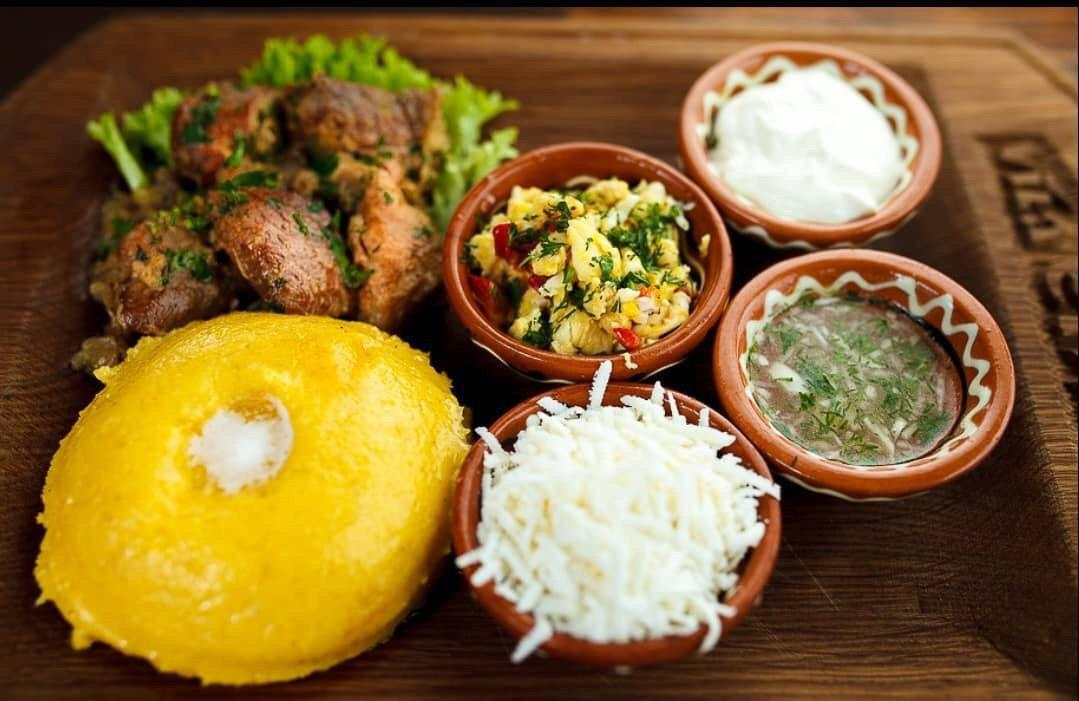
Polenta mămăligă

### Cuisine(s)
- Cuisine moldave, Cuisine moldave (rubriques)
- Cuisine roumaine et moldave, Gastronomie roumaine (rubriques)
- Liste de plats et boissons de Roumanie et Moldavie

- Afinată
- Alivenci
- Ardei umpluţi
- Brânzoaice
- Bulz
- Caltaboș
- Ciorbă de burtă
- Cocoloși
- Cozonac
- Cornulete
- Divin
- Drob
- Purée de haricots
- Ghiudem
- Horincă
- Mămăligă
- Mititei
- Palincă
- Pelin
- Plăcintă
- Caviar d'aubergines
- Sarmale
- Socată
- Sfințișori
- Tochitură
- Țuică
- Vișinată
- Zacuscă
- Zmeurată

### Boisson(s)
- Bière artisanale
- Viticulture en Moldavie
- Divin (eau-de-vie)
- Château de Mimi

## Santé
- Santé, Santé publique, Protection sociale
- Santé en Moldavie (en), Santé en Moldavie (rubriques)
- Liste des pays par taux de tabagisme
- Liste des pays par taux de natalité
- Liste des pays par taux de suicide

### Sports
- Sport en Moldavie, Sport en Moldavie (rubriques)
- Sportifs moldaves, Sportives moldaves
- Moldavie aux Jeux olympiques
- Moldavie aux Jeux paralympiques

### Arts martiaux
- Arts martiaux en Moldavie

## Littérature

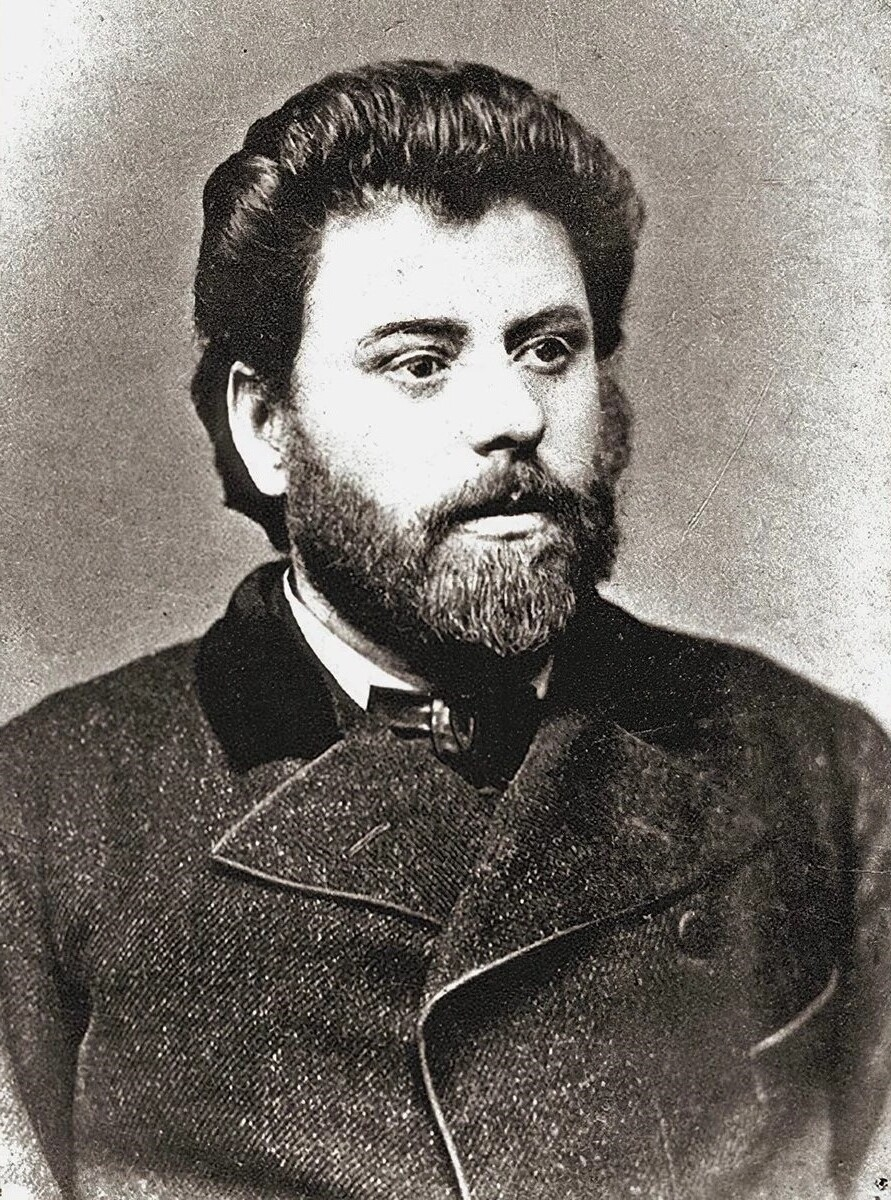
Ion Creangă

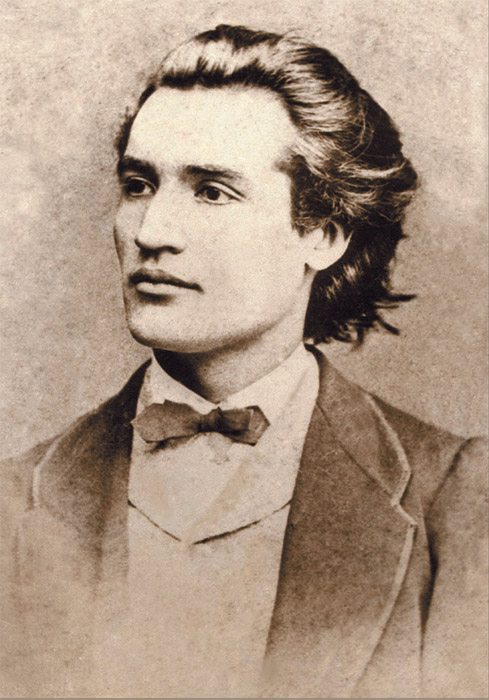
Mihai Eminescu

- Littérature de Moldavie (en), Littérature de Moldavie (rubriques)
- Institutions :
  - Union des écrivains de Moldavie (en)
  - Académie de Bârlad (en)
  - Translittération du moldave en lettres latines, pour les écrits antérieurs à 1989
- Écrivains moldaves, Liste d'écrivains moldaves (en)
  - Grigore Ureche (1590-1646), chroniqueur moldave, Letopisețul Țării Moldovei (Chronique du pays de Moldavie)
  - Miron Costin (1633-1691), riche boyard moldave, chroniqueur, politique, Letopiseţul Ţărâi Moldovei [de la Aron Vodă încoace] (Les Chroniques du pays de Moldavie)
  - Nicolae Milescu (1636-1708), boyard, gréco-moldave orthodoxe, érudit, diplomate, Grand Livre des souverains (Tsarski tituliarnik), Livre de la Sibylle, Voyage à travers la Sibérie jusqu'aux frontières de la Chine, Notes de voyage, Description de la Chine
  - Nicolas Costin (1660-1712)[6]
  - Ion Neculce (1672-1745), chroniqueur, continuateur de Miron Costin, écrit également un livre d'histoire de la Moldavie
  - Dimitrie Cantemir (1673-1723), encyclopédiste, compositeur, écrivain polygraphe, souverain moldave, publie en latin une description de la Moldavie, une Histoire de l'empire ottoman, une histoire du pays roumain (Țara romanească) et une Descriptio Moldaviae (1714). Il a écrit aussi des œuvres de fiction comme Histoire hiéroglyphique (1705, Constantinople). Mais aussi Divan ou la Dispute du sage avec le monde ou le Jugement de l’âme avec le corps (1698, en roumain), Livre de la science de la musique (en turc), Système de la religion mouhammédane (1722, en russe).
  - Gavril Bănulescu-Bodoni (en) (1746-1821), métropolite, administrateur (de Bessarabie), traducteur, éditezur, imprimeur...
  - Vasile Alecsandri (1821-1890), dramaturge, politique, Dorințele partidei naționale din Moldova (Les souhaits du Parti national de Moldavie), collecteur de textes et de traditions
  - Ion Creangă (1837-1889), diacre, instituteur, conteur, autobiographe
  - Emanuil Gavriliță (ro) (1847-1910), avocat, journaliste
  - Matei Donici (en) (1847-1921), écrivain, général, politique
  - Mihai Eminescu (1850-1889), poète, romantique, national
  - Nicolae Alexandri (en) (1859-1931), politique
  - Constantin Stere (1865-1936), avocat, journaliste, pédagogue, écrivain, poporaniste
  - Mihail Vântu (en) (1873-1943), journaliste, politique
  - Mihai Ștefănescu-Galați (ro) (1874-1949, Melchisedec), urologue, écrivain,  Viața Românească, Însemnări ieșene
  - Ion Pelivan (en) (1876-1954), juriste, politique
  - Mihail Sadoveanu (1880-1961), politique, écrivain
  - Ștefan Ciobanu (en) (1883-1950), historien
  - Onisifor Ghibu (en) (1883-1972), pédagogue, écrivain, politique
  - Pantelimon Halippa (1883-1979), pédagogue, journaliste, éditeur, politique
  - Tudose Roman (ro) (1887-1921), journaliste, poète
  - Alexei Mateevici (1888-1917, Bessarabie), religieux, enseignant, poète
  - Leonid Dimov (1926-1987=, poète, prosateur, traducteur, politique
  - Vladimir Beșleagă (ro) (1931-), journaliste, essayiste, traducteur
  - Iulian Ciocan (ro)[7] (1968-), prosateur, journaliste, critique littéraire, Dama de cupa (2018, L'Empire de Nistor Polobok), Et demain les Russes seront là (2015)
  - Autres : Alexandre Pouchkine (?), Paul Celan (?)
  - Liuba Dumitriu (journal Viața Basarabiei)
- Poètes moldaves, Liste de poètes moldaves (en)
- Romanciers moldaves
- Nouvellistes moldaves
- Livres moldaves : parmi les textes moldaves récents traduits en français : L'Empire de Nistor Polobok (Iulian Ciocan])

## Artisanats
- Artisanat d'art, Artisanat par pays
- Arts appliqués, Arts décoratifs, Arts mineurs

### Design
- Designers moldaves

### Textiles, cuir, papier
- Designers moldaves
- Textile

### Poterie, céramique, faïence
- Céramistes moldaves

## Média
- Média en Moldavie, Média en Moldavie (rubriques)
- Journalistes moldaves
- Télécommunications en Moldavie (en)
- Censure en Moldavie

### Presse écrite
- Presse écrite en Moldavie, Presse écrite en Moldavie (rubriques)
- List of newspapers in Moldova (en)
- Liste de magazines en Moldavie
- Liberté d'expression et liberté de la presse en Moldavie

### Radio
- Radio en Moldavie, Radio en Moldavie (rubriques)

### Télévision
- Télévision en Moldavie, Télévision en Moldavie (rubriques)

### Internet (.md)
- Internet en Moldavie, Internet en Moldavie (rubriques)
- Catégorie:Blogueur moldave
- Sites web moldaves
- Press Reader[8] (Bulac/Inalco)

## Arts visuels
- Arts visuels, Arts plastiques
- Art en Moldavie, Art moldave, rt en Moldavie (rubriques)
- Écoles d'art par pays
- Écoles d'art en Moldavie
- Artistes moldaves, Liste d'artistes de Moldovie (en)
- Artistes contemporains moldaves
- Musées d'art en Moldavie, Musées d'art par pays
- Archaeology Museum Piatra Neamț (en)

### Dessin
- Dessinateurs moldaves
- Graveurs moldaves
- Illustrateurs moldave
- Affichistes moldaves
- Auteurs moldaves de bande dessinée

### Peinture
- Peinture moldave, Peinture en Moldavie (rubriques)
- Peintres moldaves
  - Mihail Berezovschi, Isaac Antcher (1889-1992)
  - Tableaux de peintres moldaves

### Sculpture
- Sculpture moldave, Sculpture en Moldavie (rubriques)
- Sculpteurs moldaves
  - Alexandru Plămădeală

### Architecture
- Architecture en Moldavie, Architecture en Moldavie (rubriques)
- Architectes moldaves
- Urbanisme en Moldavie (rubriques)
- Gorteresse gète de Butuceni (ro)
- Mur de Trajan (du Danube à la mer Noire)
- Arc de triomphe (Chișinău)
- Forteresse de Soroca
- Ermitage de Butuceni
- Églises rupestres de Roumanie et de la République de Moldavie (ro)
- Architecture de style moldave (en) (monastères 14-19èmes s.)
- Églises de Moldavie (Roumanie) (illustration dans la version anglophone)
- Musée en plein air de Trebujeni (ro) (raion d'Orhei)
- Château de Mimi (1893)
- Palais Sfatul Țării (1905)

### Photographie
- Photographes moldaves
- Photographie en Moldavie

### Graphisme
- Graphistes moldaves

## Arts du spectacle
- Spectacle vivant, Performance, Art sonore

### Musique(s)
- Musique moldave, Musique moldave (rubriques)
- Musiciens moldaves
- Chanteurs moldaves, Chanteuses moldaves
- Musique des Balkans

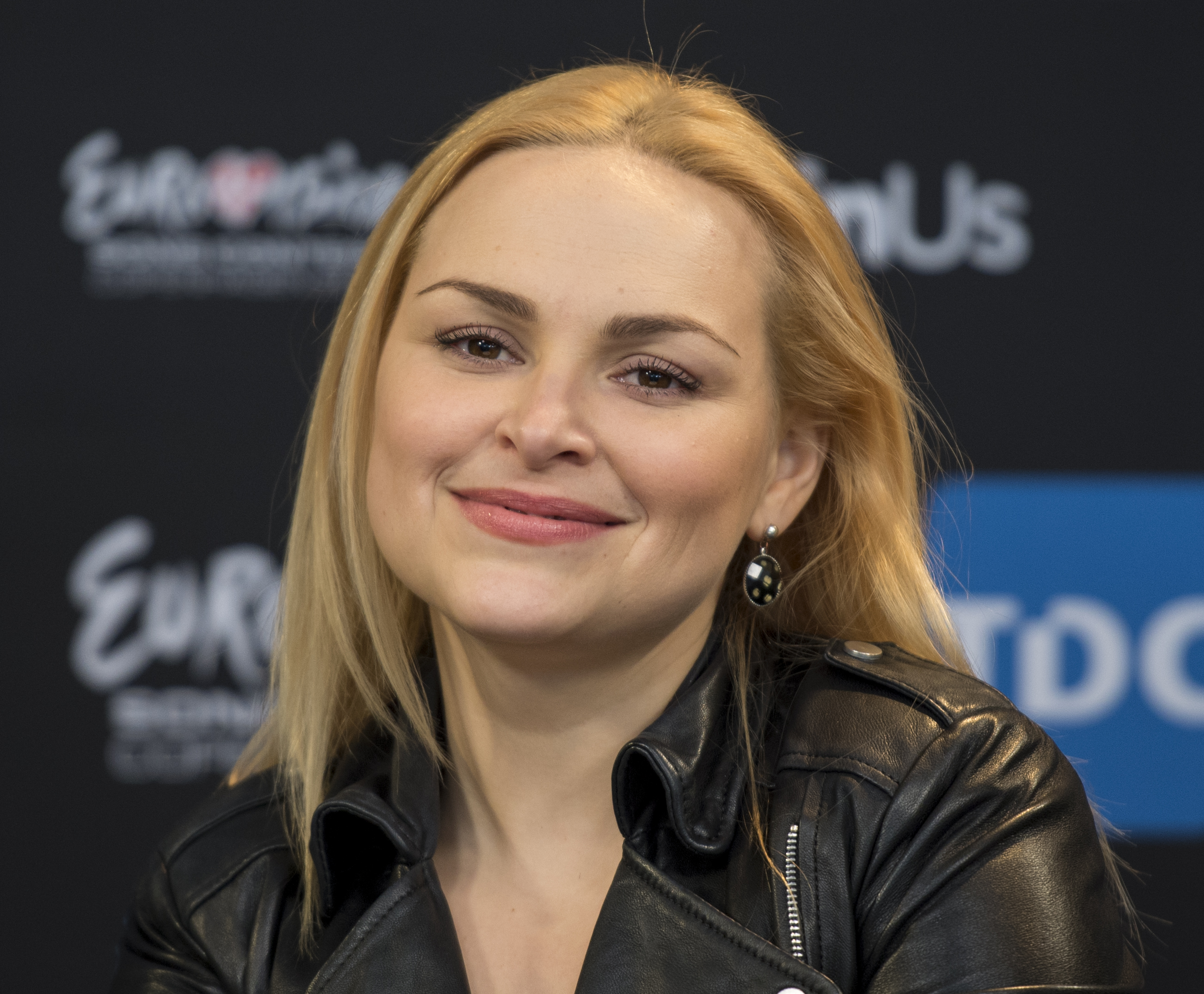
Cristina Scarlat au Concours Eurovision de la chanson 2014

La musique moldave est une douce et agréable alchimie entre les différentes cultures qui l'ont influencée. Ainsi la musique grecque, hongroise, slave, turque et occidentale se retrouvent dans les chansons, que celles-ci soient anciennes ou récentes. Inversement, la musique moldave a influencé celle des maîtres du pays, et on la retrouve chez des compositeurs russes comme Tchaïkovski.
- Groupes modernes : O-Zone, Zdob și Zdub…
- Musiciens classiques : Ciprian Porumbescu, Georges Enesco, Dinu Lipatti, Clara Haskil, Marcel Mihalovici, Radu Lupu, Leontina Văduva…
- Musiciens traditionnels : Lăutari, Cobzari, Gheorghe Zamfir, Taraf de Haïdouks…

La musique traditionnelle, encore très présente en Moldavie, comporte deux styles :
- la musique populaire, dite folklorique par les occidentaux, faite de chansons, de danses, de musiques festives ;
- les colinde à thème religieux ou historique, invocations, souhaits, prières, mais qui restent laïques, et très différentes de la musique religieuse, savante et byzantine.

### Danse(s)
- Danse en Moldavie, Danse en Moldavie (rubriques)
- Liste de danses, Danses par pays
- Danseurs moldaves
- Danseuses moldaves
- Liste de compagnies de danse et de ballet,
- Liste de chorégraphes contemporains
- Compagnies de danse contemporaine
- Patinage artistique en Moldavie

La capitale comporte une troupe de ballet, mais il existe aussi des troupes pratiquant les danses populaires comme l'« Alunel » ou la « Hora »…

### Théâtre
- Théâtre en Moldavie, Théâtre en Moldavie (rubriques)
- Théâtre par pays
- Dramaturges moldaves
- Metteurs en scène moldaves

### Autres scènes: marionnettes, mime, pantomime, prestidigitation
Les arts mineurs de scène, arts de la rue, arts forains, cirque, théâtre de rue, spectacles de rue, arts pluridisciplinaires, performances manquent encore de documentation pour le pays…
Pour le domaine de la marionnette, la référence est : Arts de la marionnette en Moldavie, sur le site de l'Union internationale de la marionnette UNIMA).
- Théâtre républicain de marionnettes "Lucioles" (ro) (1945)
- Marionnettistes moldaves

### Cinéma
- Cinéma moldave, Cinéma moldave (rubriques)
- Cinéma de Moldavie
- Réalisateurs moldaves
- Scénaristes moldaves
  - Mircea Danieliuc, Emil Loteanu
- Acteurs moldaves
- Actrices moldaves
  - Elvire Popesco, Maia Morgenstern…
- Films moldaves

#### Principaux metteurs en scène moldaves
- Vadim Derbenev (1934) : Voyage en avril (1962), Le Dernier Mois de l'automne (1965), Les Chevaliers des rêves (1968), La Ballerine (1969), Spartacus (1974), Ivan le Terrible (1977)
- Valeriu Gagiu (1938-2010) : Grains amers (1966), Dix hivers en un seul été (1969), L'Explosion à retardement (1970), Le Dernier Haïdouk (1972), La Longueur du jour (1974), Sur la trace du loup (1976), Un homme à vos côtés (1977), Où es-tu l'amour ? (1980)
- Alexandre Gordon (1931-) : La Dernière Nuit au paradis (1964), Sergueï Lazo (1967)
- Mikhaïl Kalik (1927) : L'Ataman Codru (1958), Berceuse (1960), Le garçon va vers le soleil (1961), Au revoir les garçons (1965), Aimer (1968)
- Emil Loteanu (1936-2003) : Attendez-nous à l'aube (1963), Les Clairières rouges (1965), Cet instant-là (1968), Les Troubadours (Les Léoutars) (1971), Les Tsiganes montent au ciel (1976), Un accident de chasse (1978) : il a reçu deux prix au Festival international du film de Saint-Sébastien (Espagne, 1972) : la "Conque d'Argent" et le prix spécial du jury
- Vadim Lyssenko (1933) : Derrière la ville (1960), L'Envol des cigognes (1964), Grains amers (1966), La dernière année de l'aigle (1977)
- Vasile Pascaru (1937) : Mariana (1967), Cette nuit-là… (1969), Le Risque (1970), La Tempête rouge (1971), Les Ponts (1972), Les hommes grisonnent vite (1974), Personne à ta place (1976), La Grande Petite Guerre (1980)

### Autres
- Vidéo, Jeux vidéo, Art numérique, Art interactif
- Culture alternative, Culture underground
- Jeux vidéo développés en Moldavie

## Tourisme
- Tourisme en Moldavie, Tourisme en Moldavie (rubriques)
- Sur WikiVoyage
- Conseils aux voyageurs pour la Moldavie:
  - France Diplomatie.gouv.fr
  - Canada international.gc.ca
  - CG Suisse eda.admin.ch
  - USA US travel.state.gov

## Patrimoine

### Monuments historiques
- Sites archéologiques : Hansca et Orheiul Vechi…
- Ermitage : Ermitage de Butuceni…
- Forteresses : Cetatea Albă, Hotin, Orhei, Soroca et Tighina (certaines se trouvent aujourd'hui en Ukraine).

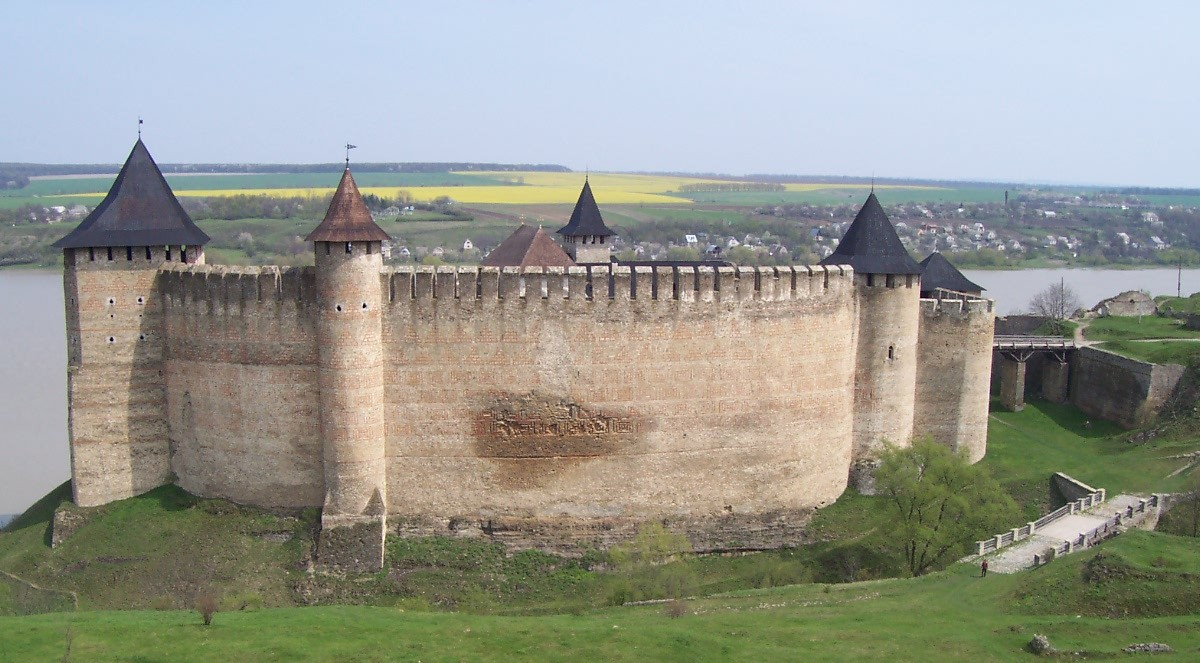
Citadelle de Hotin, aujourd'hui en Ukraine
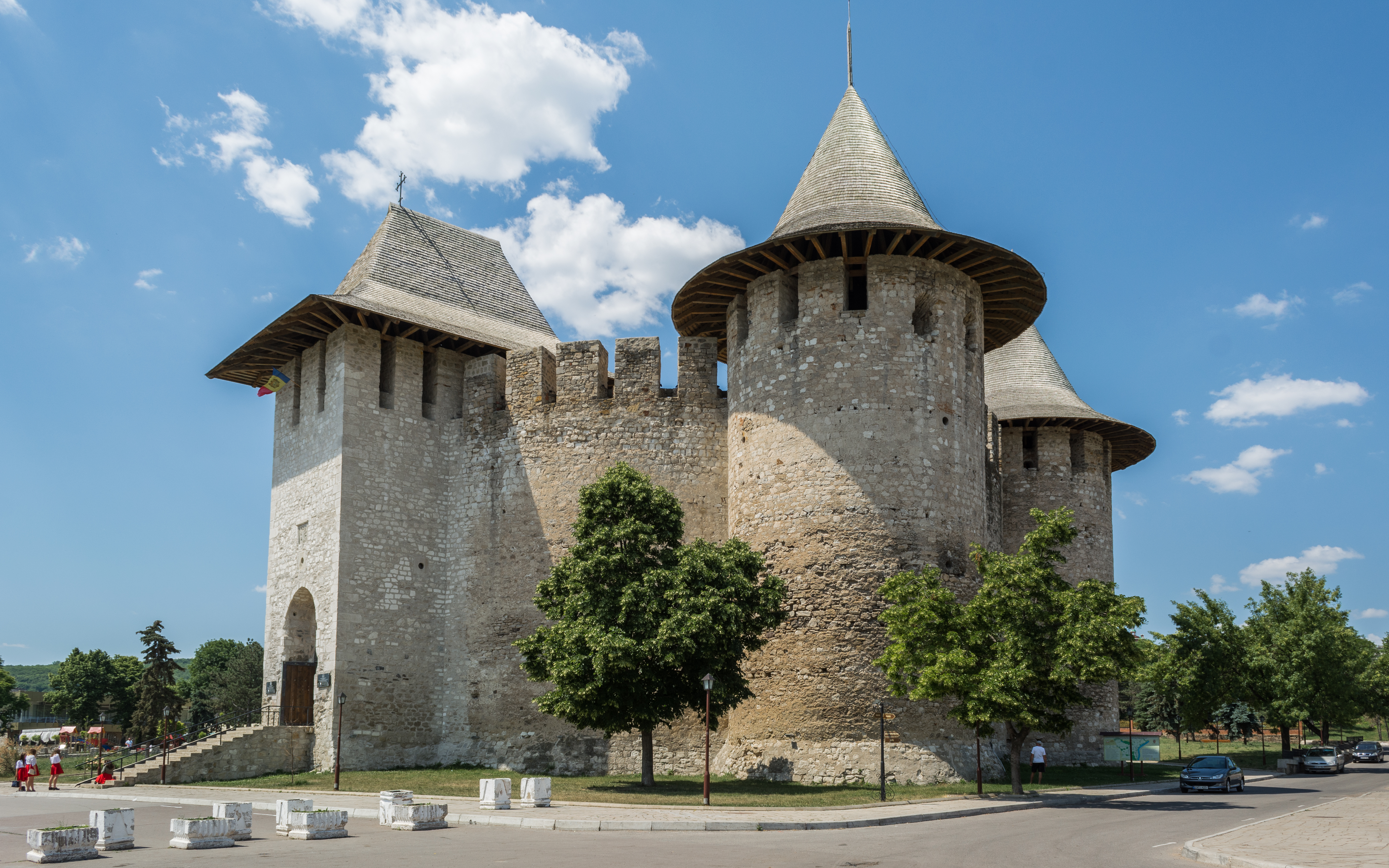
Citadelle de Soroca,
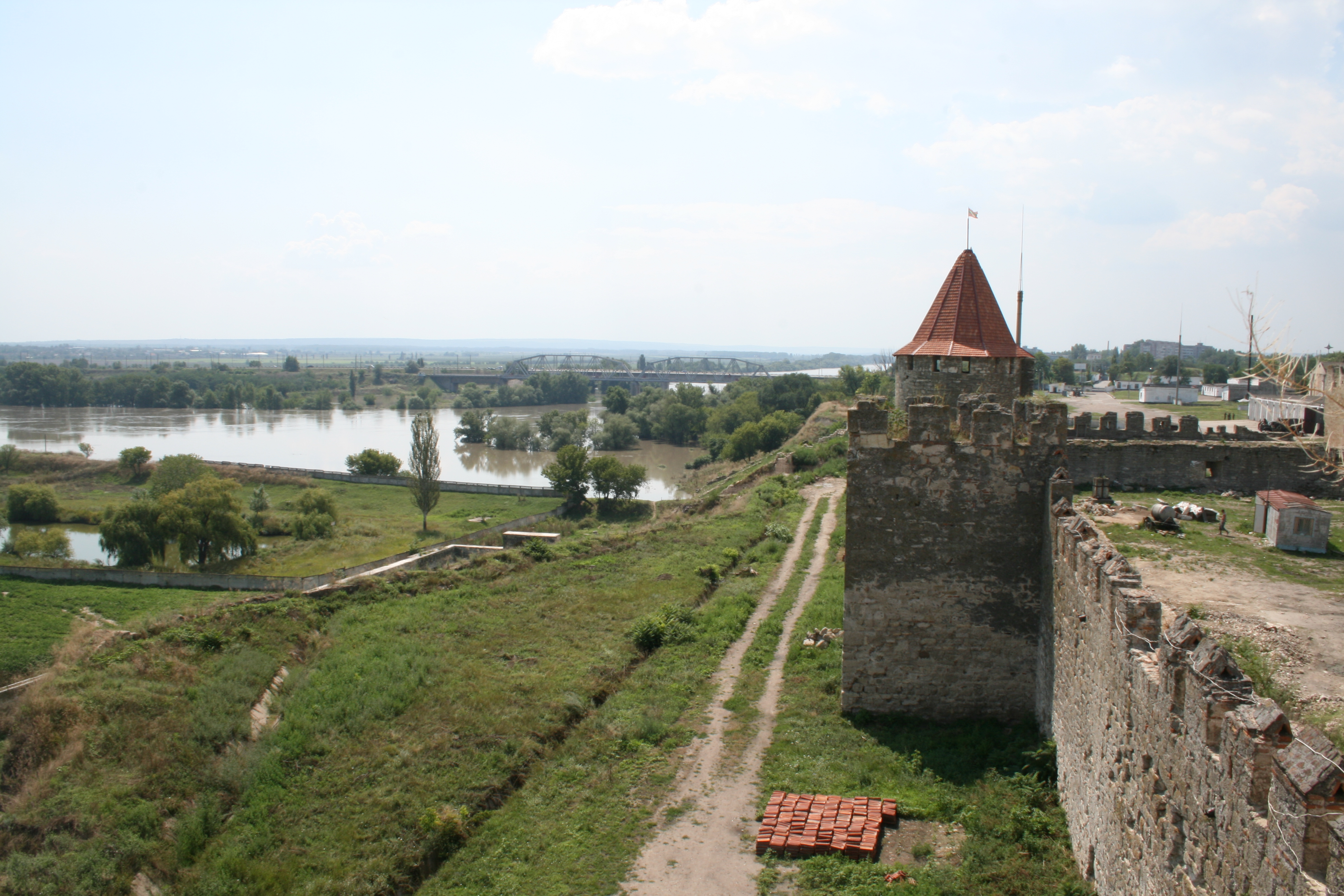
Citadelle de Tighina
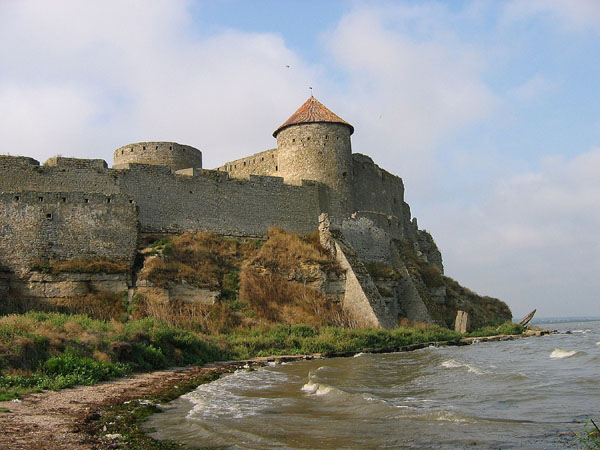
Citadelle de Cetatea Albă, aujourd'hui en Ukraine
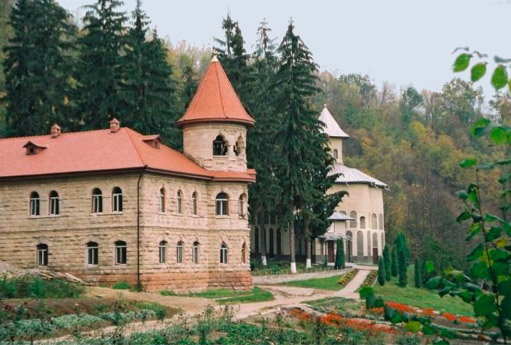
Église et monastère de Rudi
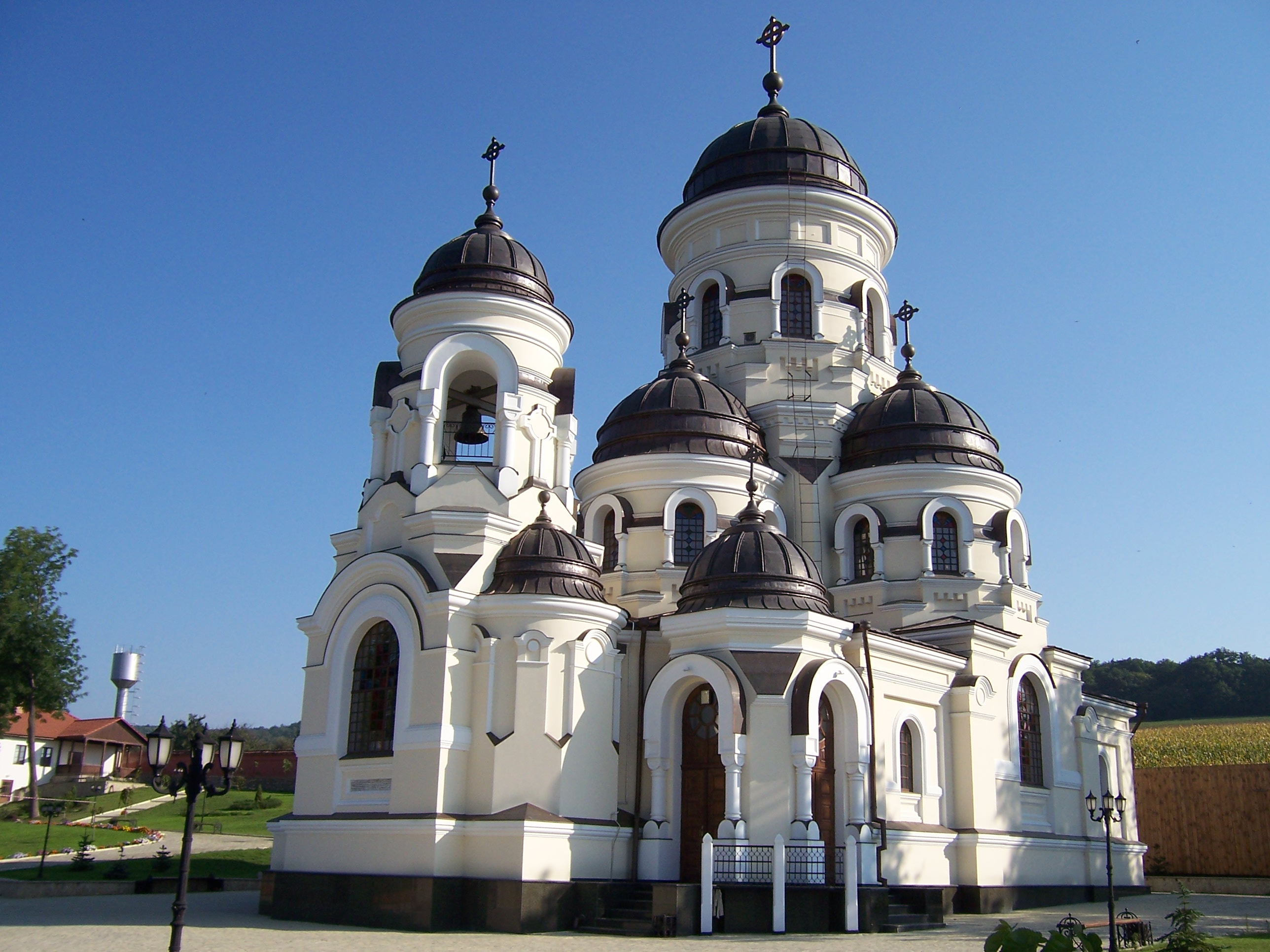
Église de Căpriana
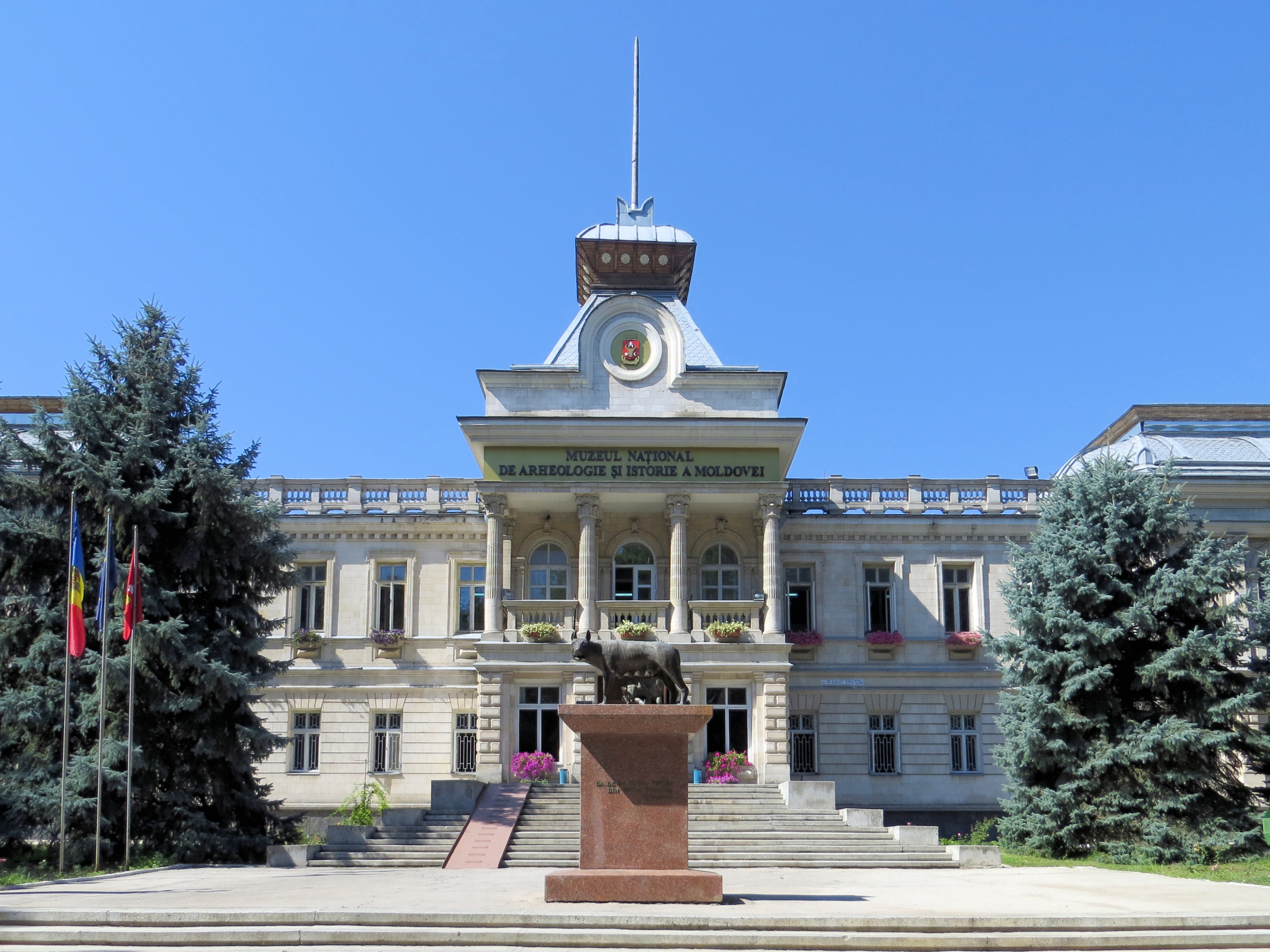
Musée d'histoire, à Chișinău, d'où les russophones ont enlevé la statue de la louve romaine, symbole de la latinité des Moldaves
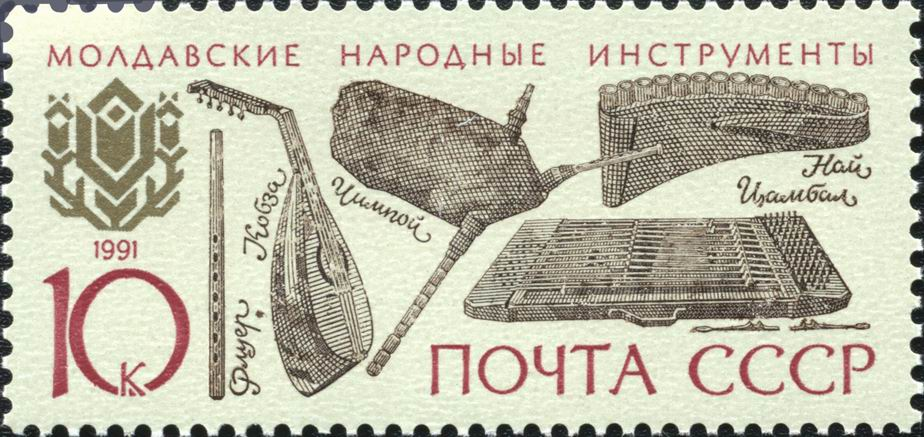
Timbre soviétique de 1991 dédié aux instruments de musique moldaves
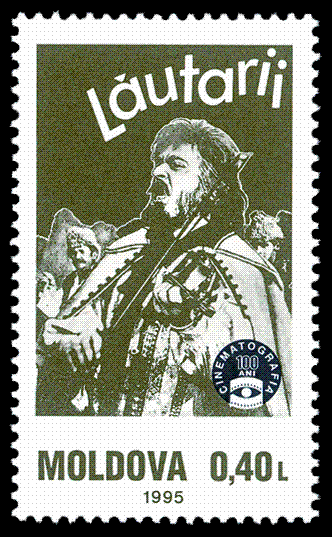
Timbre moldave de 1995 dédié au film Les Troubadours

### Musées
- Liste de musées en Moldavie

### Liste du Patrimoine mondial
Le programme Patrimoine mondial (UNESCO, 1971) a inscrit :
- Liste du patrimoine mondial en Moldavie

### Liste représentative du patrimoine culturel immatériel de l’humanité
Le programme Patrimoine culturel immatériel (UNESCO, 2003) a inscrit dans sa liste représentative du patrimoine culturel immatériel de l’humanité :
- le Colindă de groupe d’hommes, rituel de Noël (Moldavie)[10],
- 2016 : l’artisanat traditionnel du tapis mural en Roumanie et en République de Moldova[11],
- 2017 : les pratiques culturelles associées au 1er mars[12], (Bulgarie, ex-République yougoslave de Macédoine, République de Moldova et Roumanie).

### Registre international Mémoire du monde
Le programme Mémoire du monde (UNESCO, 1992) a inscrit dans son registre international Mémoire du monde (au 10/01/2016) : aucun document.